# Museo de Bergen
El Museo de la Universidad de Bergen (en noruego: Universitetsmuseet i Bergen) es el museo de la Universidad de  Bergen, Noruega. Fundado en 1825 con el intento de reunir grandes colecciones en los campos de la cultura y de la historia natural, se convirtió en el fundamento para la mayor parte de la actividad académica en la ciudad, una tradición que ha prevalecido desde que el museo se convirtió en parte de la Universidad de Bergen . El museo de Bergen se divide en dos departamentos, Colecciones de historia natural y Colecciones culturales de la historia. Es también el administrador del jardín botánico que rodea el edificio de historia natural, y de los nuevos Jardín Botánico y Arboretum de la Universidad de Bergen en Milde.

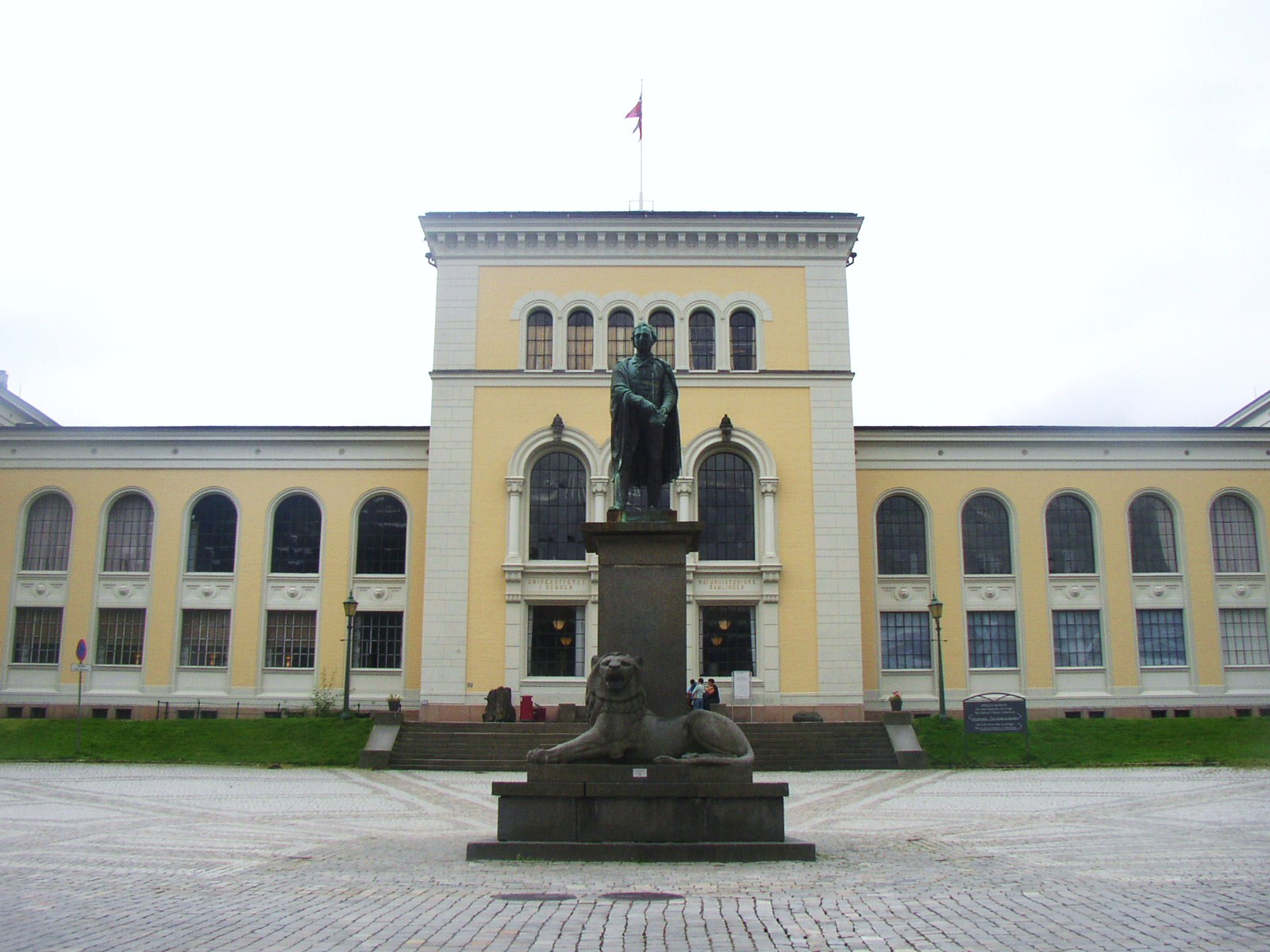
Estatua de Wilhelm Frimann Koren Christie.

## Historia
El museo de Bergen fue fundado en 1825 por Wilhelm Frimann Koren Christie, en ese entonces presidente del Storting. En sus años, el museo contuvo numerosas colecciones de arte, incluyendo varios trabajos al lado del pintor Johan Christian Dahl, artefactos culturales, y artículos de artesanía.
En 1831, se trasladó el museo desde su localización en el "Seminarium Fredericianum" edificio cerca de la Bergen katedralskole, a un nuevo edificio en el suroeste de Lille Lungegårdsvann. Éste fue el primer edificio dedicado a museo en Noruega.
El edificio actual de historia natural fue acabado en 1865, y el museo de Bergen trasladado a este durante 1866. El jardín botánico fue presentado entre 1897 y 1899, y el departamento de historia cultural consiguió su propio edificio en 1927. La actividad de investigación cada vez mayor en el museo a partir de finales del siglo XIX en adelante llevó directamente a la fundación de la universidad de Bergen en 1948. 
60°23′15.44″N 5°19′17.69″E / 60.3876222, 5.3215806